# HD 154857 b
HD 154857 b는 지구로부터 제단자리 방향으로 약 224 광년 떨어진 곳에 있는 외계 행성이다. 질량이 크기 때문에 가스 행성으로 볼 수 있으며, 항성을 이심률 큰 궤도를 그리면서 돌고 있다. 2004년 오스트레일리아 소재 앵글로-오스트레일리안 망원경을 이용, 매커시 연구진이 도플러 효과를 응용하여 발견했다.